# 木胡尔塔依河

木胡尔塔依河大致走向

木胡尔塔依河，流经中华人民共和国新疆维吾尔自治区西北部地区的一条河流，属于艾里克湖水系，上游科克塔勒河，发源于塔城地区托里县北部加依尔山东北部的哈图山，先自西向东流后转东北流，经铁厂沟水库，于奎塔高速公路（G3015）大桥上游约1千米处出山口，之后向东流，经铁厂沟镇，过阿勒帕萨勒干村之后河道逐渐呈散流状，渗入地下，消失于他雪德格勒、木哈塔依、江格尔特等沼泽湿地，之后又在冲帕孜湿地逐渐形成木胡尔塔依河干流，其北、南两侧分别与白杨河和达尔布特河下游河床毗邻，在白杨河水库南侧附近，穿越东北为依克阿拉德山、南为成吉思汗山之间宽约10千米的隘口段后转东南流，进入克拉玛依市乌尔禾区，27千米后在217国道东南约4千米处转大弯向东北流，约7千米后汇入艾里克湖。河流全长137千米，流域面积3697平方千米，年均径流量0.125亿立方米。河流在依克阿拉德山和成吉思汗山之间的隘口附近河段，其河床与左右邻白杨河达尔布特河的河床相距约3千米。由于河床宽浅，大水期间，其上游还有部分汊流汇入左邻白杨河，右邻达尔布特河也有部分水量可向北溢入木胡尔塔依河。